# 布倫魏爾湖
47°49′53″N 9°50′44″E / 47.83133°N 9.84542°E
布倫魏爾湖（德語：Brunner Weiher），是德國的湖泊，位於該國西南部，由巴登-符騰堡州負責管轄，處於基斯萊格，面積0.06平方公里，海拔高度699米，平均水深1.7米，最大水深3.1米，水體容量10.9萬立方米。